# Кемпбеллсбург (Індіана)
Кемпбеллсбург (англ. Campbellsburg) — місто (англ. town) в США, в окрузі Вашингтон штату Індіана. Населення — 529 осіб (2020).

## Географія
Кемпбеллсбург розташований за координатами 38°39′6″ пн. ш. 86°15′45″ зх. д. / 38.65167° пн. ш. 86.26250° зх. д. (38.651731, -86.262595).  За даними Бюро перепису населення США в 2010 році місто мало площу 2,57 км², з яких 2,57 км² — суходіл та 0,01 км² — водойми.

## Демографія
Згідно з переписом 2010 року, у місті мешкало 585 осіб у 228 домогосподарствах у складі 150 родин. Густота населення становила 227 осіб/км².  Було 274 помешкання (106/км²).
Расовий склад населення:
| - 98,5 % — білих - 0,3 % — азіатів - 0,2 % — чорних або афроамериканців |

До двох чи більше рас належало 1,0 %. Частка іспаномовних становила 1,0 % від усіх жителів.
За віковим діапазоном населення розподілялося таким чином: 30,1 % — особи молодші 18 років, 57,8 % — особи у віці 18—64 років, 12,1 % — особи у віці 65 років та старші. Медіана віку мешканця становила 34,4 року. На 100 осіб жіночої статі у місті припадало 96,3 чоловіків;  на 100 жінок у віці від 18 років та старших — 88,5 чоловіків також старших 18 років.
Середній дохід на одне домашнє господарство  становив 37 050 доларів США (медіана — 27 708), а середній дохід на одну сім'ю — 41 731 долар (медіана — 38 269). За межею бідності перебувало 33,6 % осіб, у тому числі 52,1 % дітей у віці до 18 років та 7,8 % осіб у віці 65 років та старших.
Цивільне працевлаштоване населення становило 201 осіб. Основні галузі зайнятості: виробництво — 54,2 %, освіта, охорона здоров'я та соціальна допомога — 14,9 %, роздрібна торгівля — 9,0 %, науковці, спеціалісти, менеджери — 6,0 %.